# 道の駅六合
道の駅六合（みちのえき くに）は、群馬県吾妻郡中之条町にある国道292号の道の駅である。

## 施設
以前はジンギスカンレストランだった場所に、六合の郷「しらすな」が整備され、中に観光案内所が設置された。
- 駐車場（60台）
- トイレ（男小3大2、女3、身体障害者用1）
- 公衆電話
- 六合の郷「しらすな」
  - 観光案内
  - 無料休憩所
  - 食堂
- 観光物産センター
- 宿 花まめ
- 高齢者センター（応徳温泉・くつろぎの湯）

## 道路
- 国道292号

## 駅周辺
- 中之条町立六合中学校
- 六合総合グラウンド